# Gian Paolo Mele
Gian Paolo Mele (Nuoro, 10 giugno 1944 – Nuoro, 15 febbraio 2018) è stato un direttore di coro, compositore ed etnomusicologo italiano, studioso della musica e delle  tradizioni popolari sarde. Già da giovanissimo si era interessato di etnomusicologia; divenne direttore del Coro di Nuoro, e ne curò le edizioni della notevole produzione discografica ed audiovisiva..

## Biografia
Gian Paolo Mele Corriga, studiò ingegneria tra l'Università di Parma e Cagliari. Si dedicò già dalla prima giovinezza alla musica popolare. Negli anni '60, dopo la sua adesione alla prestigiosa Corale Polifonica di Santa Maria della Neve di Nuoro, nel 1961 entra a far parte del Coro di Nuoro proponendo la sua prima composizione Adios, Nugoro amada, basata sul testo della celebre poesia del Canonico Solinas. In seguito assunse la direzione del Coro Universitario di Parma, finalmente dal 1965 prese la direzione del Coro di Nuoro.
Nel 1981 fu insignito del prestigioso Premio di Primo Maestro del Folklore in Sardegna, istituito quell'anno.
Impegnato in politica, fu amministratore del Comune di Nuoro, consigliere dell'E.S.I.T. e dell'I.S.R.E..
Nel 2003 aveva composto le musiche del film Ballo a tre passi di Salvatore Mereu.

## Scritti
- Parole in bertula, Nuoro, 1995
- Peonie di un'alba rossa, Sassari, 1997
- Dissertazioni sul canto popolare in Sardegna, Nuoro, 2002
- Lo scialle, Decimomannu, 2004	ISBN 88-88268-12-X
- Gli impareggiabili figli di Nur , Cagliari, 2005 ISBN 88-88268-14-6
- Mandorle amare, Sassari, 2009
- La musica popolare della Sardegna : ricerca etnofonica ed etnografica, Sassari, 2010
- Il califfo , ed. Albatros, Roma, 2013 ISBN 978-88-567-6428-4

## Premi e riconoscimenti
- Nel 2016, per la sua intensa opera di creazione e valorizzazione della musica popolare sarda, è stato premiato come Padre del Folklore dalla Federazione italiana tradizioni popolari[3]